# Decorah (Iowa)
Decorah es una ciudad en Iowa, Estados Unidos de América, y es la cabecera del condado de Winneshiek también. La población, según el censo del 2010, era de 8,127. Decorah está situada en la intersección de la carretera estatal #9 y la Ruta #52, y es la comunidad más grande de Winneshiek County.

## Historia
Originalmente fundada por la familia Day en 1849, Decorah se ha convertido en un centro de la cultura noruega-estadounidense que surgió a partir de un número grande de asentamientos de inmigrantes noruegos en la década de 1850. Desde 1861 ha sido el lugar de Luther College, una institución de artes liberales asociada a la Iglesia Evangélica Luterana de los Estados Unidos. Cada mes de julio Decorah también es la ciudad anfitriona de Nordic Fest, una celebración de las culturas nórdicas que incluye baile, comida y música étnicos. Además, es la sede del Vesterheim Norwegian-American Museum, el museo más grande del país que está dedicado a uno solo grupo inmigrante. Hasta 1972 uno de los periódicos más grandes del idioma noruego en EE. UU. se publicaba en Decorah, el Decorah Posten.
La ciudad tomó el nombre de Waukon Decorah, un jefe Winnebago y un aliado de EE. UU. durante la guerra Black Hawk de 1832 y cuya gente fue desterrada posteriormente de Wisconsin al noreste de Iowa. Waukon, pueblo próximo al este y la cabecera de Allamakee County, recibió su nombre del mismo jefe. La familia Day y otros colonos extranjeros pudieron entrar y adquirir la tierra en Decorah solamente después de que los indígenas Winnebago fueron desterrados en 1848.

## Geografía
Decorah está a veinticuatro kilómetros al sur de la frontera de Minnesota-Iowa. Es la mayor comunidad más septentrional localizada en la carretera U.S. 52 en Iowa. Según la Oficina del Censo de los Estados Unidos, la localidad tiene un área total de 18,22 km², de los cuales 18,16 km² corresponden a tierra firme y el restante 0,06 km² a agua, que representa el 0,33% de la superficie total de la localidad. El río Upper Iowa fluye a través de la ciudad en camino al Río Misisipi. El río está bordeado de acantilados característicos del Driftless Area.
Hace 470 millones de años, un asteroide del tamaño de una manzana de ciudad se estrelló en el lugar que hoy ocupa Decorah, lo que apoya una teoría de que un meteorito gigante explotó y bombardeó  la Tierra justo cuando la vida empezaba a florecer en los océanos. El impacto dio forma a un cráter de casi seis kilómetros de ancho que está debajo de la ciudad.
El cráter de Decorah quedó desconocido hasta recientemente porque casi nada está sobre el nivel de la tierra. En cambio, está lleno de un esquisto inusual que se formó después de que un canal marítimo prehistórico vertió en el cráter, depositando sedimento y una variedad de criaturas marinas extrañas que convirtieron en fósiles. Una criatura es Pentecopterus decorahensis, que se nombró por la ciudad.

## Estadísticas demográficas

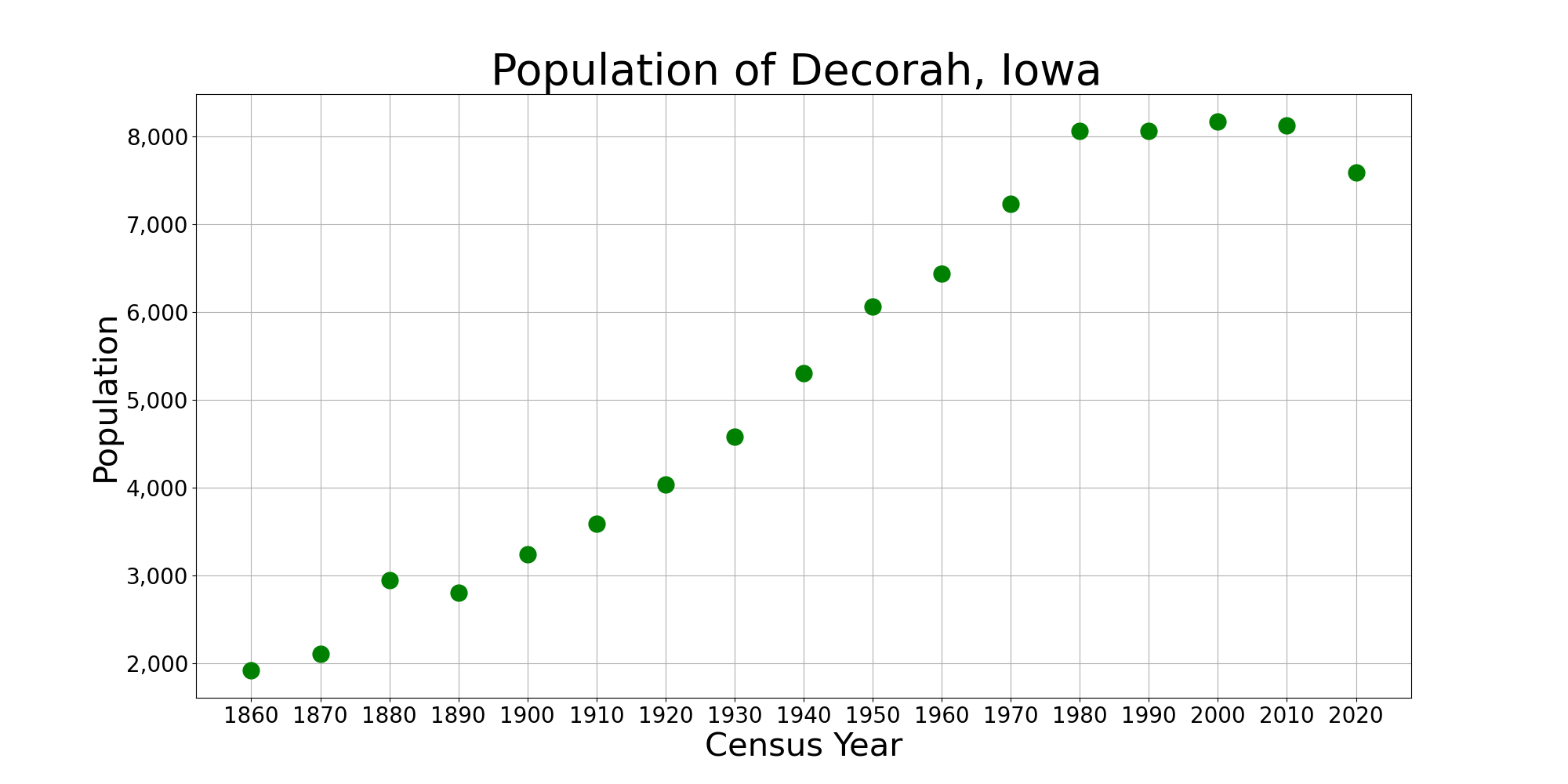
La población de Decorah, Iowa según los datos del censo de EE. UU.

Según el censo de 2010 había 8.127 personas, 2.855 hogares y 1.527 familias residiendo en la ciudad. La densidad poblacional era de 447,6 habitantes por kilómetro cuadrado. Había 3.121 viviendas con una densidad promedio de 171,9 por kilómetro cuadrado. La composición racial de la ciudad era 94,6% blanca, 1,5% afroamericana, 2,2% asiática, 0,6% de otras razas y 1,0% de dos o más razas. Los hispanos o latinos de cualquier raza eran el 2,0% de la población.
Había 2.855 hogares de los cuales 21,9% tenía niños menores de 18 años que vivían en ellos, 44,4% era parejas casadas, 6,8% tenía una dueña sin un esposo presente, 2,3% tenía un dueño sin una esposa presente y 46,5% no era familias. El 38,5% de todos los hogares estaba compuesto de individuos y 18,7% era alguien que vivía solo y que tenía 65 años o más. El tamaño promedio de un hogar era 2,09 y el tamaño promedio de una familia era de 2,76.
La edad media de los habitantes era de 29,6 años. 14,3% de los habitantes tenía menos de 18 años; 32,1% tenía entre 18 y 24 años; 15,3% tenía entre 25 y 44 años; 19,5% tenía entre 45 y 64 años; y 18,7% tenía al menos 65 años. La composición de género de la ciudad era 46,1% masculina y 53,9% femenina.

## Economía
Decorah sirve como el centro administrativo de Winneshiek County, distrito que emplea a mucha gente. El juzgado del condado fue construido en 1903. El empleador mayor en Decorah es Luther College, además de varias corporaciones nacionales. Decorah es también la sede de Seed Savers Exchange, una granja y organización dedicada a la preservación de plantas de herencia.

## Parques y recreación
Cada mes de julio, Decorah es el lugar de Nordic Fest, una celebración de la cultura noruega y otras culturas nórdicas. También, es la sede del Vesterheim Norwegian-American Museum, el museo noruego más grande de Estados Unidos de América.
Los lugares naturales incluyen Dunning’s Springs, Ice Cave y Siewers Spring. La ciudad tiene varios parques construidos en acantilados, particularmente Phelps Park, Palisades Park y Pulpit Rock. Hasta 2003, Decorah tenía una estación de esquí de la comunidad, el Nor-Ski Runs Ski Area.
Decorah posee un criadero de truchas además de Twin Springs Park, el sitio original del criadero. El Raptor Resource Project mantiene una cámara web en vivo del nido de una familia de águilas calvas y su cría cerca del criadero.

## Educación
Decorah es parte de Decorah Community School District en Winneshiek County. La escuela secundaria es Decorah High School y la mascota es los Vikingos. Las escuelas de Decorah ocupan el lugar número tres de la mejor educación en el estado de Iowa.
Además, en Decorah se encuentra Luther College, una universidad residencial privada de cuatro años afiliada a la Iglesia Evangélica Luterana de los Estados Unidos y conocida especialmente por su coro Nordic Choir. Su mascota es “The Norse”. Una universidad nacional de artes liberales con una matrícula de 2.400 alumnos, Luther College ofrece un programa de estudios académicos que conduce a la licenciatura y con 60 especializaciones y programas pre-profesionales.